# Aleurodiscus penicillatus
Aleurodiscus penicillatus (Syn.: Acanthobasidium penicillatum)  ist eine Pilzart aus der Familie der Schichtpilzverwandten (Stereaceae). Die resuspinaten Fruchtkörper wachsen als krustenartige Überzüge auf der Rinde und auf toten Zweigen von verschiedenen Nadelbäumen. Der Pilz ist gekennzeichnet durch seine fast kugeligen, amyloiden und stachelig ornamentierten Basidiosporen und seine pinselartig aussehenden Acanthohyphiden. Der Pilz wurde in Nordamerika und im östlichen Asien auf verschiedenen Nadelbäumen nachgewiesen, in Europa scheint er zu fehlen.

## Merkmale

### Makroskopische Merkmale
Die Fruchtkörper sind corticioid, das heißt, sie überziehen ihr Substrat krustenartig. Die Fruchtkörper bilden zuerst kleine, getrennte Flecken, die später zu unregelmäßigen Flächen von 0,2–0,4 mm Dicke zusammenwachsen. Ihr Durchmesser beträgt dann 2–3 mm. Formen im westlichen Nordamerika können bis 0,7 mm dick werden. Der Rand der Fruchtkörper ist scharf abgesetzt und am Substrat angewachsen. Das Hymenium ist bereift bis pulvrig und weiß bis creme-ocker gefärbt. Es ist zuerst glatt und kann später besonders bei Trockenheit feine Risse bekommen.

### Mikroskopische Merkmale
Die dünnwandigen Hyphen des monomitischen Hyphensystems haben meistens Schnallen und sind 3–6 µm breit. Laut R.G.Thorn gibt es aber auch Isolate die schnallenlos sind. Das Catahymenium setzt sich zusammen aus Basidien und zahlreichen, dünnwandigen Acanthohyphidien. Außerdem findet man ampullenförmige bis moniliforme (an der Spitze perlschnurartig eingeschnürte) Gloeozystiden (Pseudozystiden) und einfache bis wenig verzweigte Hyphiden (Paraphysoiden). Die pinselartig wirkenden Acanthohyphidien sind hyphoid bis breit keulig und messen 20–100 × 5–20 µm. Die Auswüchse beschränken sich auf den gerundeten oberen Teil, bei den Hyphiden findet man sie auch seitlich auf einer Länge von bis zu 20 µm. Die Auswüchse sind etwa 3–7 µm lang und etwa 0,7 µm breit. Zwischen beiden Formen gibt es Übergänge. Die im Subiculum entspringenden Gloeozystiden sind zylindrisch bis keulig oder perlkettenartig (moniliform) eingeschnürt und messen (35) 50–75 × 9–12 µm. Ihre Spitze ist häufig zitzenartig (mammillat) ausgezogen. Sie lassen sich mit Sulfobenzaldehydreagenzien nicht anfärben. Die zylindrischen bis keuligen, viersporigen Basidien messen 55–90 (110) × 16–24 µm. Sie haben vereinzelt seitliche Auswüchse, wie sie auch für die Gattung Acanthobasidium typisch sind. Die ovoiden bis ellipsoiden Basidiosporen sind bei Reife relativ dickwandig und messen 15–20 (25) × 13–17 µm. Sie sind nach dem Anfärben mit Melzers Reagenz dichtwarzig ornamentiert.

## Artabgrenzung
Aleurodiscus penicillatus ist durch seine Merkmalkombination gut gekennzeichnet und kann kaum mit anderen Arten aus dem Aleurodiscus-Komplex verwechselt werden, wenn man auf alle Merkmale achtet.
P.A. Lemke, der die amerikanischen Aleurodiscus-Arten eingehend studierte, weist auf Aleurodiscus fruticetorum W.B.Cooke hin, der ebenfalls dünnwandige Acanthohyphidien mit feinen, zarten Auswüchsen hat. Die Art unterscheidet sich aber durch ihre fast stereoiden Fruchtkörper, das dimitische Hyphensystem und durch seine glatten Sporen. Seiner Meinung nach sind die wohl nächsten Verwandten die beiden europäischen Arten Aleurodiscus apricans Bourd. und Aleurodiscus delicatus Wakef. (Acanthobasidium delicatum). Die drei genannten Arten wurden bisher molekularbiologisch noch nicht untersucht (Stand 2014).

## Ökologie und Verbreitung
Der Pilz wächst auf abgestorbenen Ästen verschiedener Nadelbäume wie Tannen, Fichten, Kiefern, Douglasien, Thuja und Hemlocktannen. Der Pilz wurde in Nordamerika (Kanada, USA), Ost-Russland, Japan, und Taiwan nachgewiesen, in Europa hingegen scheint er zu fehlen.

## Systematik

Abb. 1: UPGMA-Baum. Der Stammbaum wurde mit dem MEGA-6-Programm erstellt. Für die Berechnung des Baumes, wurden die gleichen Sequenzen verwendet die Sheng-Hua Wu für seinen Maximum Parsimony-Baum verwendet hat. Der Bootstraptest wurde mit 1000 Wiederholungen durchgeführt, nur Werte über 50 % werden angezeigt. Alle rDNA-Sequenzen stammen von der GenBank, die GenBank-Nummer ist für jede Sequenz angegeben. Alle weiteren Informationen werden in der Bildbeschreibung angegeben.

Abb. 2: Maximum Likelihood-Baum. Sequenzen, die von Sheng-Hua Wus Maximum Parsimony-Baum übernommen wurden, sind schwarz dargestellt, neu hinzugefügte Sequenzen rot. Peniophora cinerea subsp. fagicola AF506424 und Hyphodontia alutaria DQ873603 Wus Outgroup (Gloeodontia discolor AF506445 und Gl. pyramidata AF506446)

Aleurodiscus penicillatus wurde 1918 durch Edward Burt zum ersten Mal wissenschaftlich beschrieben. Das lateinische Artepitheton „penicillatus“ (pinselartig) leitet sich vom lateinischen Wort „Penicillum“ (Pinsel) ab. Erast Parmasto stellte die Art 1967 wegen ihrer Acanthohyphidien in seine neu geschaffene Gattung Acanthophysium, in die er alle Arten aus Aleurodiscus s. l. mit Acanthohyphidien stellte. Die wenigsten Mykologen folgten allerdings seiner Auffassung, aus ganz unterschiedlichen Gründen. Richard Thorn weist auf die große Ähnlichkeit zu Aleurodiscus amorphus, der Typusart der Gattung Aleurodiscus, hin. Besonders in Kultur zeigen beide Arten ein sehr ähnliches Wachstum, sodass er es für angeraten hielt den Pilz in die Gattung Aleurodiscus s. s. zu stellen. Als weitere, verbindende Merkmale nennt er die großen, stacheligen Basidiosporen, das rosa-orange Sporenpulver, sowie die sulfonegativen, oft perlschnurartig eingeschnürten Gloeozystiden.
2010 beschrieben Sheng-Hua Wu und seine Mitautoren einen aleurodiscus-ähnlichen Pilz, den sie an der Baumgrenze des Fuji Vulkans auf Rhododendron gefunden hatten. Sie stellten ihn in die neu geschaffene Gattung Neoaleurodiscus. Von zwei Isolaten sequenzierten sie die LSU-Region des 28S RNA-Gens und berechneten aus diesen und weiteren Sequenzen aus der Genbank einen Maximum-parsimony-Baum. In diesem Baum bilden die beiden Isolate aus der neuen Gattung Neoaleurodiscus, Aleurodiscus (s. s.) und Acanthobasidium (zusammen mit Aleurodiscus weirii) drei Äste eines gemeinsamen Monophylums. Da Aleurodiscus penicillatum bisweilen ebenfalls Acanthobasidien hat (also Basidien mit stachligen oder fingerartigen Auswüchsen), stellte Wu das Taxon in die Gattung Acanthobasidium. Allerdings kommen Acanthobasidien innerhalb der Stereaceae bei zahlreichen Arten vor. Man findet sie unter anderem auch bei Aleurodiscus mirabilis, Xylobolus frustulatus und bei Stereum rugosum. Daher ist allein das Vorkommen von Acanthobasidien kein Beweis für eine Verwandtschaft. Abgesehen von den Acanthobasidien (bei Acanthobasidium handelt es sich hierbei um Pleurobasidien) und den Acanthohyphiden (die Oberwinkler zudem als Probasidien deutet), gibt es zwischen den beiden Taxa nur wenige morphologische und ökologische Gemeinsamkeiten. Die Basidien sind bei Acanthobasidium häufig typisch urnenförmig und keine 50 µm lang, die Sporen sind elliptisch bis zylindrisch und maximal 15 µm lang, außerdem wachsen die Arten auf Gräsern oder krautigen Pflanzen und nicht auf abgestorbenen Nadelbaumästen. Daher stellt sich die Frage, ob die scheinbar nahe Verwandtschaft nicht viel eher auf einen Baumbildungsartefakt zurückzuführen ist. Denn berechnet man aus den gleichen Sequenzen einen UPGMA-Baum, so ergibt sich ein völlig anderes Bild. (Siehe Abbildung 1.) Acanthobasidium und Aleurodiscus weirii rücken an die Basis des Stammbaumes und Aleurodiscus penicillatum bildet mit Aleurodiscus (s. s.) und Neoaleurodiscus ein Monophylum. Verwendet man für die Stammbaumberechnung eine entferntere Outgroup und weitere Sequenzen (in der Abbildung 2 rot dargestellt), so wandert der Acanthobasidium/Aleurodiscus weirii-Ast ebenfalls an die Basis des Stammbaums, während Aleurodiscus (s. s.) Neuraleurodicus/Aleurodiscus aurantius und Aleurodiscus penicillatum wieder ein Monophylum bilden.
Zusammenfassend lässt sich sagen, dass die vorliegenden Daten nicht ausreichen, um Aleurodiscus penicillatus in die Gattung Acanthobasidium zu stellen, selbst wenn man die morphologischen Merkmale nicht berücksichtigt. Dennoch besteht zwischen Aleurodiscus s. s. und Acanthobasidium mehr oder weniger eine nahe Verwandtschaft. Aleurodiscus penicillatus könnte dabei das Bindeglied zwischen den beiden Gattungen und auch zu anderen Ästen des Aleuodiscus-Komplexes sein. All dies kann aber nur durch weitere Sequenzdaten bestätigt oder widerlegt werden.

## Bedeutung
Schon aufgrund seiner kleinen, nicht einmal 1 mm dicken Fruchtkörper ist der Pilz als Speisepilz ungeeignet.